# Lista de capitais do Brasil por favelização
Esta é uma lista das capitais mais favelizadas do Brasil, isto é, o índice ou porcentagem de domicílios particulares permanentes ocupados em "Favelas e Comunidades Urbanas" no total de domicílios particulares permanentes ocupados em cada cidade. Os dados foram divulgados pelo Instituto Brasileiro de Geografia e Estatística (IBGE) em 2024 referentes ao Censo Demográfico de 2022. Entre as regiões brasileiras, a Norte apresenta a maior proporção de sua população vivendo em favelas, com 19%. Em seguida, estão o Nordeste (8,5%), Sudeste (8,4%), Sul (3,2%) e Centro-Oeste (2,4%). De todos os municípios em geral, o topo da lista é liderado por Vitória do Jari no Amapá, com 69,25% de pessoas vivendo em favelas, seguido de Ananindeua (60,17%), Marituba (58,68%) e Belém (57,1%), todas no Pará. Em quinto lugar, aparece Manaus (AM), com 55,8%, que se junta a Belém como as duas únicas capitais brasileiras a terem mais da metade de sua população vivendo em favelas.
Com relação à proporção das unidades federativas cuja população reside em favelas e comunidades urbanas, Amazonas (34,7%), Amapá (24,4%) e Pará (18,8%) encabeçam a lista.
De acordo com o mesmo dado, as favelas brasileiras têm mais estabelecimentos religiosos do que a média do país, enquanto a proporção de unidades de saúde e de ensino é menor nas comunidades do país.

## A lista em 2022

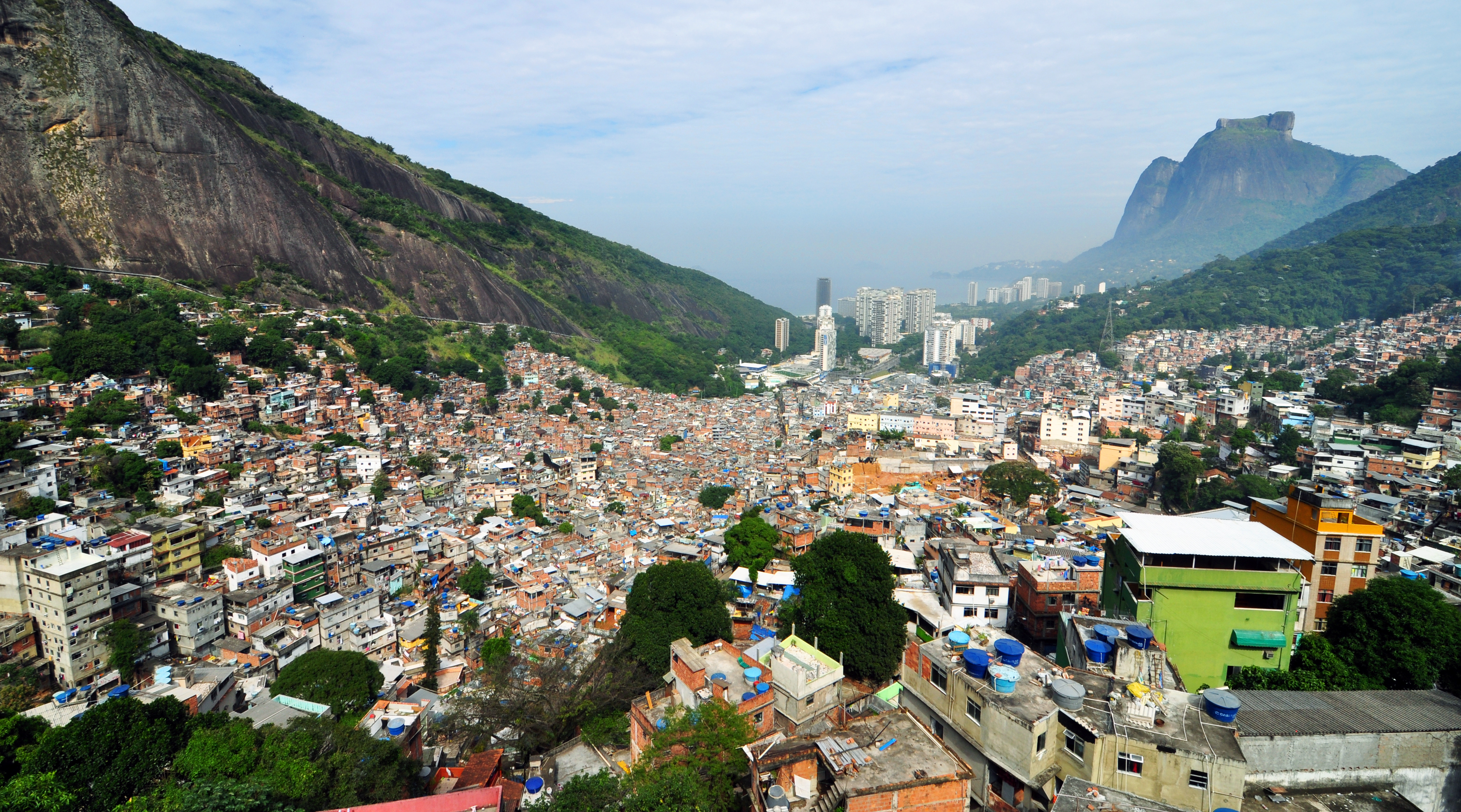
Rocinha, no Rio de Janeiro, é a maior favela do país

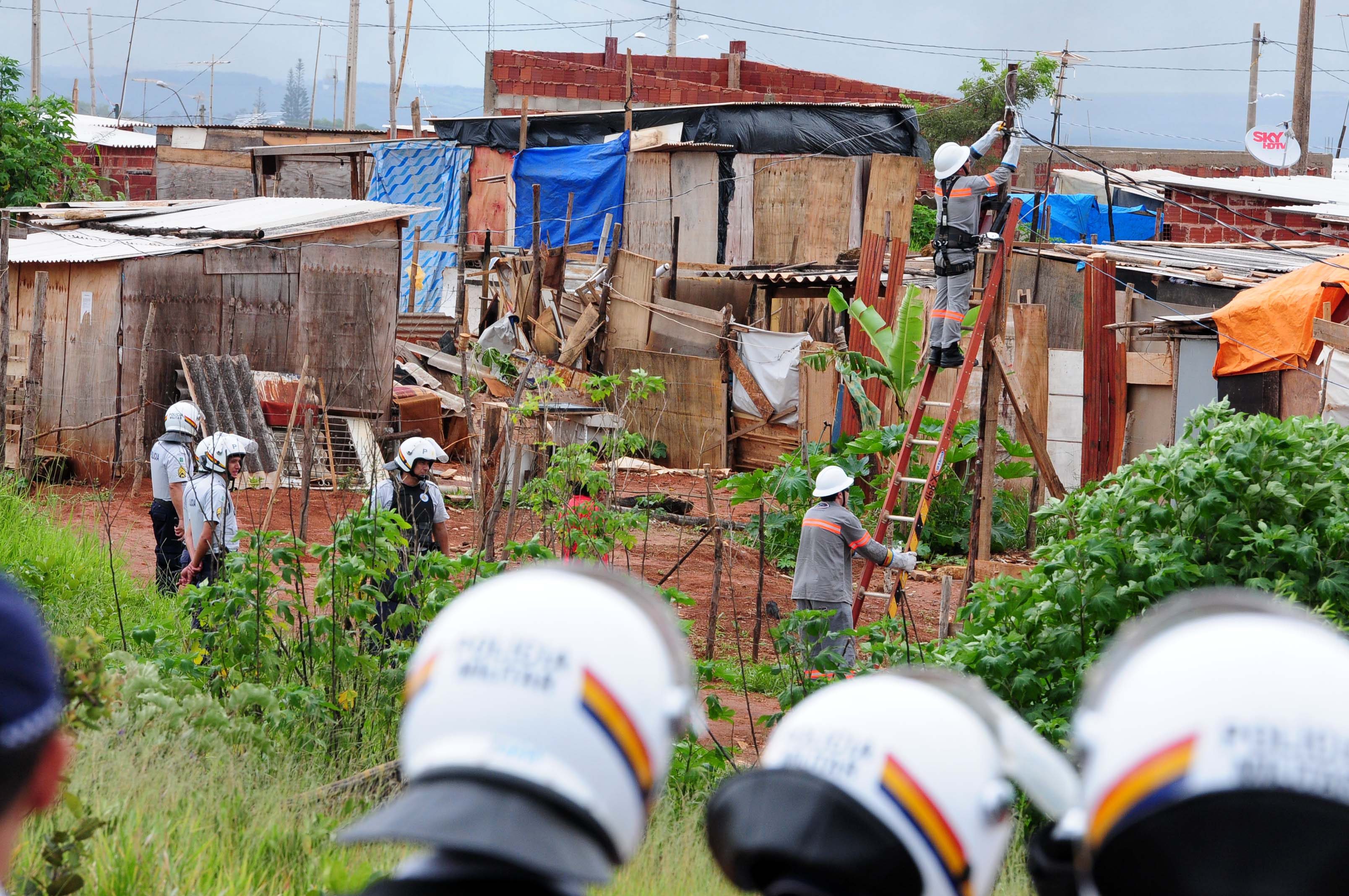
Sol Nascente, em Brasília, é a segunda maior favela

| Posição | Capital        | Unidade federativa  | Quantidade de domicílios ocupados em Aglomerados Subnormais | Procentagem de Aglomerados Subnormais em relação ao total de domicílios ocupados | Ref   |
| ------- | -------------- | ------------------- | ----------------------------------------------------------- | -------------------------------------------------------------------------------- | ----- |
| 1.ª     | Belém          | Pará                | 235 157                                                     | 57,1                                                                             | [ 6 ] |
| 2.ª     | Manaus         | Amazonas            | 339 801                                                     | 55,8                                                                             | [ 6 ] |
| 3.ª     | Salvador       | Bahia               | 404 598                                                     | 34,9                                                                             | [ 6 ] |
| 4.ª     | São Luís       | Maranhão            | 116 489                                                     | 33,2                                                                             | [ 6 ] |
| 5.ª     | Macapá         | Amapá               | 33 203                                                      | 26,9                                                                             | [ 6 ] |
| 6.ª     | Recife         | Pernambuco          | 129 578                                                     | 23,7                                                                             | [ 6 ] |
| 7.ª     | Fortaleza      | Ceará               | 197 158                                                     | 22,9                                                                             | [ 6 ] |
| 8.ª     | Teresina       | Piauí               | 60 892                                                      | 21,8                                                                             | [ 6 ] |
| 9.ª     | Vitória        | Espírito Santo      | 27 046                                                      | 21,0                                                                             | [ 6 ] |
| 10.ª    | Rio de Janeiro | Rio de Janeiro      | 507 540                                                     | 20,8                                                                             | [ 6 ] |
| 11.ª    | Natal          | Rio Grande do Norte | 50 350                                                      | 18,6                                                                             | [ 6 ] |
| 12.ª    | Porto Velho    | Rondônia            | 25 020                                                      | 16,5                                                                             | [ 6 ] |
| 13.ª    | Aracaju        | Sergipe             | 35 900                                                      | 16,4                                                                             | [ 6 ] |
| 14.ª    | Maceió         | Alagoas             | 51 947                                                      | 15,5                                                                             | [ 6 ] |
| 15.ª    | São Paulo      | São Paulo           | 587 061                                                     | 13,6                                                                             | [ 6 ] |
| 16.ª    | Rio Branco     | Mato Grosso         | 16 397                                                      | 13,2                                                                             | [ 6 ] |
| 17.ª    | João Pessoa    | Paraíba             | 37 755                                                      | 12,7                                                                             | [ 6 ] |
| 18.ª    | Belo Horizonte | Minas Gerais        | 106 884                                                     | 12,0                                                                             | [ 6 ] |
| 19.ª    | Porto Alegre   | Rio Grande do Sul   | 61 029                                                      | 10,9                                                                             | [ 6 ] |
| 20.ª    | Cuiabá         | Mato Grosso         | 24 359                                                      | 10,5                                                                             | [ 6 ] |
| 21.ª    | Palmas         | Tocantins           | 9 491                                                       | 9,0                                                                              | [ 6 ] |
| 22.ª    | Florianópolis  | Santa Catarina      | 14 780                                                      | 6,7                                                                              | [ 6 ] |
| 23.ª    | Brasília       | Distrito Federal    | 61 784                                                      | 6,3                                                                              | [ 6 ] |
| 24.ª    | Curitiba       | Paraná              | 42 238                                                      | 6,2                                                                              | [ 6 ] |
| 25.ª    | Boa Vista      | Roraima             | 4 411                                                       | 3,7                                                                              | [ 6 ] |
| 26.ª    | Goiânia        | Goiás               | 8 967                                                       | 1,6                                                                              | [ 6 ] |
| 27.ª    | Campo Grande   | Mato Grosso do Sul  | 2 644                                                       | 0,8                                                                              | [ 6 ] |